# اختلاط إنزيمي
الاختلاط الإنزيمي أو التشوش الإنزيمي هو قدرة الإنزيم على تحفيز تفاعل جانبي تصادفي إلى جانب تحفيزه لتفاعله الرئيسي.